# Frank L. Smith
Pour les articles homonymes, voir Frank Smith et Smith.
Frank Leslie Smith, (né le 24 novembre 1867 à Dwight (Illinois) et décédé le 20 août 1950 à Chicago), était un homme politique américain.

## Carrière politique
Élu, son élection n'est pas reconnue par le sénat des États-Unis
Il est investi par le parti républicain, le 13 avril 1926, après avoir battu le sénateur William McKinley. Smith est ensuite élu sénateur face au démocrate George Brennan, le 2 novembre 1926.